# Grupa Armii Mackensena
Grupa Armii Mackensena  (niem. Herresgruppe Mackensen)  – związek operacyjny Armii Cesarstwa Niemieckiego.

## Charakterystyka
W sierpniu 1914 rozwinięto w Niemczech do etatów wojennych związki operacyjne (armie). Celem koordynacji działań poszczególnych armii, utworzono wyższe związki operacyjne – grupy armii. Były to tymczasowe jednostki organizacyjne czasu wojny złożone ze zmiennej liczby armii, samodzielnych korpusów i dywizji, przy czym sztab jednej z armii pełnił funkcję sztabu całej grupy.
Po raz pierwszy  Grupę Armii Mackensena utworzono na froncie wschodnim zimą z 1914 na 1915 z zadaniem organizacji współdziałania pomiędzy Armią Bugu i 11 Armią.  Na jej bazie powstała GA Linsingena, która koordynowała  działania wojenne wojsk Osi przeciwko rosyjskiemu Frontowi Południowo-Zachodniemu w południowo-zachodniej Białorusi
Grupa Armii Mackensena odtworzona została po raz drugi 18 września 1915. Jej wojska okupowały Serbię i należącą do niej Macedonię Wardarską.  30 lipca 1916 została po raz kolejny rozwiązana. 1 października 1916 w Macedonii zastąpiła ją Grupa Armii Belowa.

Po raz trzeci Grupę Armii Mackensena reaktywowano w sierpniu 1916 w okresie inwazji wojsk niemieckich na Rumunię.
Po podpisaniu traktatu w Bukareszcie 7 maja 1918, została ona zredukowana, a 1 lipca przemianowana na Rumuńską Armię Okupacyjną.

## Struktura organizacyjna
Skład w 1915:
- dowództwo grupy armii
- 11 Armia
- austro-węgierska 3 Armia
- bułgarska 1 Armia
- bułgarska 2 Armia

Skład w 1916:
- dowództwo grupy armii
- 9 Armia
- Armia Dunaju
- bułgarska 3 Armia